# Camillo Ferrati
Camillo Ferrati (Torino, 7 febbraio 1822 – Torino, 5 marzo 1888) è stato un matematico e politico italiano.

## Biografia
Fu senatore del Regno d'Italia nella XVI legislatura.
Laureato in ingegneria a Torino nel 1841, fu professore di geometria pratica e poi di geodesia all'Università di Torino, in cui si occupò anche di geometria descrittiva (1856 - 1863); dal 1845 al 1862 insegnò anche all'Accademia militare.
Fu membro di una Commissione per il Catasto, da cui si dimise per protesta: il suo gesto provocò un intervento parlamentare di Camillo Cavour. Nel 1862 partecipò ad una missione geodetica in Iran (misurò il monte Demavend) e poco dopo entrò in politica, diventando deputato nazionale per quattro legislature, segretario generale del Ministero della Pubblica Istruzione e senatore del Regno dal 7 giugno 1886.